# 普里马雷特
普里马雷特（法語：Primarette，法語發音：[pʁimaʁɛt]）是法国伊泽尔省的一个市镇，属于维埃纳区。

## 地理
普里马雷特（45°24'7"N, 5°1'49"E）面积21.76 平方千米，位于法国奥弗涅-罗讷-阿尔卑斯大区伊泽尔省，该省份为法国东南部内陆省份，北起顺时针与安省、萨瓦省、上阿尔卑斯省、德龙省、阿尔代什省、卢瓦尔省和罗讷省。
与普里马雷特接壤的市镇（或旧市镇、城区）包括：库尔和比伊、多隆河畔穆瓦雪、蒙瑟沃鲁、皮雪、勒韦勒图尔当、圣于连德莱尔姆。

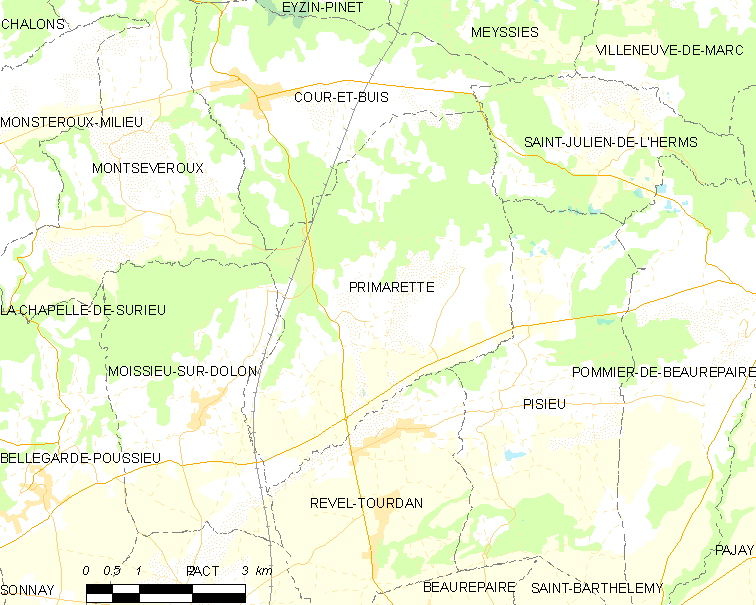
普里马雷特的OSM定位图

普里马雷特的时区为UTC+01:00、UTC+02:00（夏令时）。

## 行政
普里马雷特的邮政编码为38270，INSEE市镇编码为38324。

## 政治
普里马雷特所属的省级选区为鲁西永县。

## 人口

1962-2008年间普里马雷特人口变化图示

普里马雷特于2022年1月1日时的人口数量为694人。